# Île de Bérenx
L'île de Bérens est une île fluviale de l'Adour, située sur la commune d'Urt.

## Situation

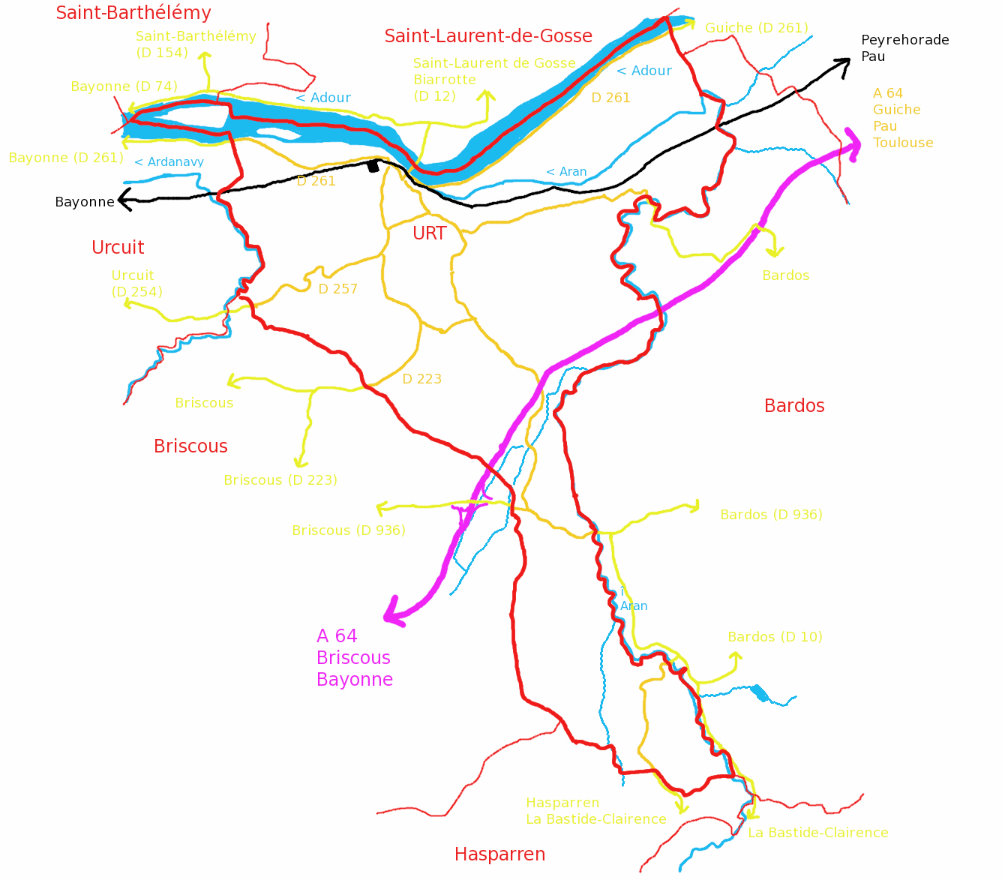
L'île se situe à l'extrémité nord-ouest de la commune d'Urt.

L'île se situe sur l'Adour. Elle appartient à la commune d'Urt, bien qu'elle soit située entre les communes d'Urcuit au sud, et au nord : Saint-Barthélemy et (dans une moindre mesure) Saint-Laurent-de-Gosse.

## Toponyme
Sur les cartes IGN, l'île porte le nom de Bérens, alors que le cadastre communal la nomme Bérens.
L'île de Bérens est mentionnée en 1863 dans le dictionnaire topographique du département.  plus vraisemblable pour un toponyme prélatin.

## Histoire
L'île de Bérens était habitée en 1733 et le service religieux y était assuré par le curé d'Urt.